# Federación Madrileña de Actividades Subacuáticas
La Federación Madrileña de Actividades Subacuáticas (FMDAS), es la organización que representa a los deportistas adscritos a esta organización en las actividades subacuáticas dentro de la Comunidad de Madrid. Está integrada dentro de la Federación Española de Actividades Subacuáticas (FEDAS), estando estructurada en varios comités dependiendo de la actividad de la que se trate. La junta directiva está formada por un presidente, un vicepresidente, un secretario y dos vocales.

## Comités
Son los equipos de personas que organizan, estructuran y gestionan las diferentes actividades en lo referente al ámbito subacuático. Dependiendo de la disciplina deportiva que se trate, podrá existir un comité específico que trate u organice actividades o competiciones de dicha disciplina. En el caso concreto de la FMDAS los comités existentes actualmente son los siguientes:
- Orientación.

- Rugby.
- Apnea.
- Imagen.
- Natación con aletas.

Integrada dentro de FEDAS, pero también formando parte de FMDAS, están la Escuela Nacional Buceo Deportivo y el Comité Técnico Nacional de Árbitros.
Las líneas generales de actuación están orientadas a dar soporte a las competiciones deportivas a nivel regional, colaborar con los clubes de la Comunidad de Madrid y apoyar las iniciativas que en el entorno de las actividades subacuáticas sean posibles.
Entre otras actividades FMDAS, tiene competencias en las siguientes actividades:
- Buceo Adaptado.
- Buceo en Cuevas.
- Buceo en Hielo.
- Buceo en Pecios.
- Buceo Profundo.
- Buceo Técnico.
- Cursos de Buceo.
- Introtec.
- Snorkel.
- Técnicos Deportivos.
- Traje Seco.